# Kinora

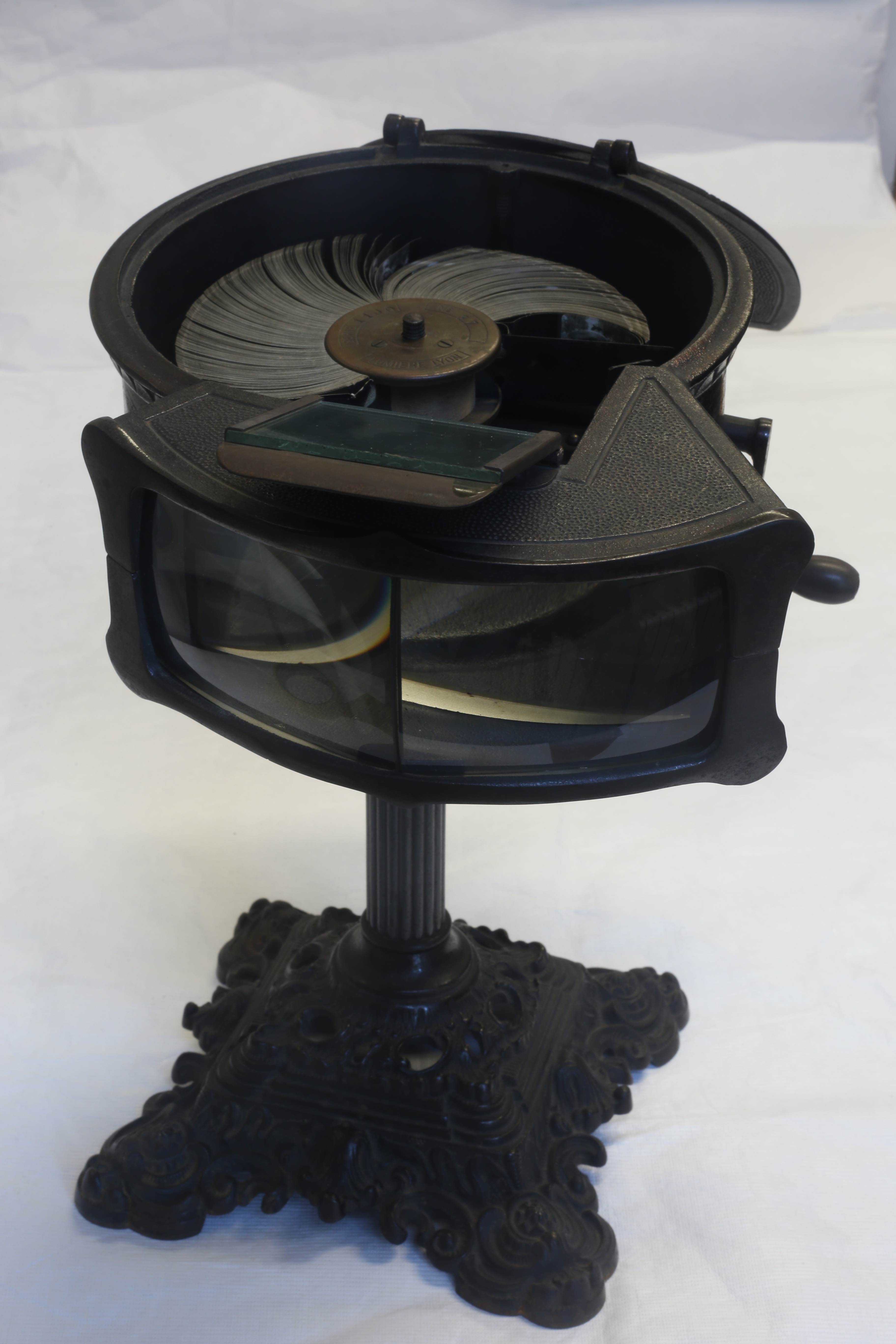
Una Kinora en 1905 en el Fotomuseum Antwerp

La Kinora era un dispositivo primitivo de imagen en movimiento, desarrollado por los inventores franceses Auguste y Louis Lumière en 1895, mientras trabajaban simultáneamente en el desarrollo del Cinematógrafo, herramienta que les proporcionó el éxito y rango de primeros creadores de imágenes en movimiento. El primer dispositivo Kinora fue patentado en febrero de 1896.

## Mecanismo
Concebido como una versión en miniatura del mutoscopio para uso doméstico, la Kinora funcionaba de forma similar a un folioscopio con el aspecto y el mecanismo de un Rolodex. Usaba impresiones fotográficas monocromas convencionales fijadas a tarjetas fuertes y flexibles sujetas a un núcleo circular. Un carrete era girado a mano utilizando un mango haciendo que las imágenes rotaran alrededor de una clavija fija una por una. Las imágenes en movimiento podían ser vistas a través de un visor. Los carretes originales contenían versiones impresas de películas de los Lumière. Más adelante incluirían también películas de otras compañías.

## Años posteriores al cinematógrafo
El éxito del cinematógrafo hizo que los hermanos Lumière no se preocuparan más sobre la Kinora. No obstante, la idea fue pasada a Gaumont, quién comercializó el dispositivo e hizo más de 100 carretes con diferentes contenidos hacia 1900.
Los derechos británicos de la Kinora fueron comprados por The British Mutoscope & Biograph Co. en 1898, pero la máquina no fue comercializada en el Reino Unido hasta 1902. Se volvió muy popular en el Reino Unido y se crearon 12 modelos diferentes y alrededor de 600 carretes de películas diferentes. The British Mutoscope & Biograph Co. construyó un estudio en Londres en 1900 para filmar escenas de familias y  de personas. Se crearon alrededor de 60 folioscopios en la medida estándar  del mutoscopio antes de que el servicio de retratos para carrete de la Kinora estuviese disponible en 1903.
En mayo de 1907 el presidente de The British Mutoscope & Biograph Co., W.T. Smedley creó Kinora Limited en Londres. La compañía introdujo la primera cámara Kinora para aficionados en 1908, utilizando rollos de celuloide o de papel fotográficos  de 2,5 cm (una pulgada) de ancho que podría ser enviado a la compañía para su revelado. Una versión superior de la Kinora, llamada Kinora Grand para carretes de 1000 fotogramas de 6.35 cm (2 pulgadas y media) por 7.62 cm (3 pulgadas), fueron presentados también en sus folletines publicitarios. En 1914, cuándo la fábrica de Londres de la compañía se quemó, el interés público en la Kinora había decaído en pos del cine, que suponía una atracción más grande para el público.La compañía no reconstruyó la fábrica quemada.